# Sergipe Bravos
Sergipe Bravos foi um time brasileiro de futebol americano criado em 2004 e sediado em Aracaju, Sergipe.
Além da equipe masculina, possuía uma formação na categoria feminina. Contava com aproximadamente 40 atletas e mais de 20 associados. No final de 2015, fundiu-se com o Aracaju Imortais para formar o novo Sergipe Redentores.

## História
o time foi fundado em 2004 com o nome de Aracaju Bravos. Em novembro de 2011, o Aracaju Bravos disputou a terceira edição do Desafio Bahia-Sergipe de Futebol Americano. O evento teve em sua constituição a aderência ao full pad.
Em 2012, o Bravos disputou a 2ª Edição da Taça Aracaju, como preparação para as regionais da Liga Nordestina de Futebol Americano.
Ainda disputou a Liga Nordestina de Futebol Americano em 2012, torneio classificatório para o Campeonato Brasileiro de Futebol Americano. Nessa edição, garantiu o quarto lugar ao chegar às semifinais na segunda fase da competição, de um total de dez equipes inscritas provenientes de toda região Nordeste.
Ainda em 2012, o Club Sportivo Sergipe firmou uma parceria com a equipe, que então mudou seu nome para Sergipe Bravos.
Tendo em vista os bons resultados verificados com o histórico quarto lugar na Liga Nordestina e, compactuando com a crescente popularidade do esporte no estado de Sergipe, o time prometia se consolidar como uma das forças no esporte na região e garantir a sua vaga na próxima seletiva para o campeonato brasileiro.
O time foi extinto no final de 2015, quando se fundiu ao Aracaju Imortais, que era uma dissidência sua, para formar uma nova agremiação chamada Sergipe Redentores.

### Cheerleading
Alguns anos após a criação do time do Bravos, formou-se uma equipe de cheerleaders, com o intuito de apoiar o time em todos os seus jogos.

## Títulos
Desafio Bahia - Sergipe de Futebol Americano.
 Desafio Sergipe - Alagoas de Futebol Americano